# Дискография Дедмауса
Канадский диджей и музыкальный продюсер Дедмаус выпустил 8 студийных альбомов, 7 сборников, 11 мини-альбомов, 53 сингла, 22 видеоклипа, 2 видеоальбома и 1 саундтрек.

## Альбомы

### Студийные альбомы
| Название                                                                       | Детали | Высшие позиции в чартах | Высшие позиции в чартах | Высшие позиции в чартах | Высшие позиции в чартах | Высшие позиции в чартах | Высшие позиции в чартах | Высшие позиции в чартах | Высшие позиции в чартах | Высшие позиции в чартах | Сертификации                                       |
| Название                                                                       | Детали | CAN                     | AUS                     | IRE                     | NLD                     | NZ                      | SWI                     | UK                      | US                      | US Dance                | Сертификации                                       |
| ------------------------------------------------------------------------------ | --- | ----------------------- | ----------------------- | ----------------------- | ----------------------- | ----------------------- | ----------------------- | ----------------------- | ----------------------- | ----------------------- | -------------------------------------------------- |
| Get Scraped                                                                    | - Дата выхода: 26 июля 2005 - Лейбл: Zoolook - Форматы: CD, цифровое скачивание                                      | —                       | —                       | —                       | —                       | —                       | —                       | —                       | —                       | —                       |                                                    |
| Vexillology                                                                    | - Дата выхода: 6 ноября 2006 - Лейбл: Play Digital - Форматы: CD, цифровое скачивание, винил                         | —                       | —                       | —                       | —                       | —                       | —                       | —                       | —                       | —                       |                                                    |
| Random Album Title                                                             | - Дата выхода: 2 сентября 2008 - Лейбл: Mau5trap, Ultra, Ministry of Sound - Форматы: CD, цифровое скачивание, винил | —                       | —                       | —                       | —                       | —                       | —                       | 31                      | —                       | 13                      | - MC: золотой - BPI: золотой                       |
| For Lack of a Better Name                                                      | - Дата выхода: 22 сентября 2009 - Лейбл: Mau5trap, Ultra, Virgin - Форматы: CD, цифровое скачивание, винил           | 62                      | 49                      | 37                      | —                       | —                       | —                       | 19                      | —                       | 11                      | - MC: золотой - BPI: золотой                       |
| 4×4=12                                                                         | - Дата выхода: 6 декабря 2010 - Лейбл: Mau5trap, Ultra, Virgin - Форматы: CD, цифровое скачивание, винил             | 7                       | 53                      | 34                      | 82                      | —                       | 56                      | 48                      | 47                      | 2                       | - MC: платиновый - BPI: золотой - RIAA: платиновый |
| Album Title Goes Here                                                          | - Дата выхода: 25 сентября 2012 - Лейбл: Mau5trap, Ultra, Virgin, Parlophone - Форматы: CD, цифровое скачивание      | 2                       | 11                      | 6                       | 16                      | 17                      | 18                      | 9                       | 6                       | 1                       | - MC: золотой                                      |
| While(1<2)                                                                     | - Дата выхода: 17 июня 2014 - Лейбл: Mau5trap, Astralwerks, Virgin - Форматы: CD, цифровое скачивание, винил         | 5                       | 9                       | 25                      | 36                      | 25                      | 25                      | 14                      | 9                       | 1                       |                                                    |
| W:/2016Album/                                                                  | - Дата выхода: 2 декабря 2016 - Лейбл: Mau5trap - Форматы: CD, цифровое скачивание, винил                            | 37                      | 58                      | —                       | —                       | —                       | 84                      | —                       | 74                      | 1                       |                                                    |
| Kx5 (с Kaskade)                                                                | - Дата выхода: 17 марта 2023 - Лейбл: Mau5trap, Arkade - Форматы: винил, цифровое скачивание                         | —                       | —                       | —                       | —                       | —                       | —                       | —                       | —                       | 6                       |                                                    |
| «—» обозначает релиз, не попавший в чарт или не выпущенный на этой территории. | |                         |                         |                         |                         |                         |                         |                         |                         |                         |                                                    |

### Мини-альбомы
| Название                                       | Детали                                                                                                   | Высшие позиции в чартах | Высшие позиции в чартах | Высшие позиции в чартах |
| Название                                       | Детали                                                                                                   | CAN                     | US Dance                | US Ind                  |
| ---------------------------------------------- | --- | ----------------------- | ----------------------- | ----------------------- |
| Full Circle                                    | - Дата выхода: 5 января 2007 - Лейбл: Play Records - Форматы: цифровое скачивание, CD                    | —                       | —                       | —                       |
| Cocktail Queen (при участии Melleefresh)       | - Дата выхода: 23 февраля 2007 - Лейбл: Play Records - Форматы: цифровое скачивание                      | —                       | —                       | —                       |
| Everything Is Complicated                      | - Дата выхода: November 25, 2007 - Лейбл: Mau5trap, Cinnamon Flava - Форматы: цифровое скачивание, винил | —                       | —                       | —                       |
| The Veldt                                      | - Дата выхода: 22 июня 2012 - Лейбл: Mau5trap, Ultra Records, Virgin EMI - Формат: цифровое скачивание   | —                       | —                       | —                       |
| 7                                              | - Дата выхода: 12 ноября 2013 - Лейбл: Вне лейбла - Формат: цифровое скачивание                          | —                       | —                       | —                       |
| Sunspot (White Space Conflict) (как Testpilot) | - Дата выхода: 3 марта 2014 - Лейбл: Plus 8 Records - Формат: цифровое скачивание                        | —                       | —                       | —                       |
| Mau5ville: Level 1                             | - Дата выхода: 13 июля 2018 - Лейбл: Mau5trap - Формат: цифровое скачивание                              | 78                      | 8                       | 22                      |
| Mau5ville: Level 2                             | - Дата выхода: 16 ноября 2018 - Лейбл: Mau5trap - Формат: цифровое скачивание                            | —                       | 21                      | —                       |
| Mau5ville: Level 3                             | - Дата выхода: 1 февраля 2019 - Лейбл: Mau5trap - Формат: цифровое скачивание                            | —                       | —                       | —                       |
| Some EP                                        | - Дата выхода: 19 июля 2024 - Лейбл: Mau5trap - Формат: цифровое скачивание                              | —                       | —                       | —                       |
| Jaded                                          | - Дата выхода: 8 ноября 2024 - Лейбл: Mau5trap - Формат: цифровое скачивание                             | —                       | —                       | —                       |

### Сборники
| Название                                                                       | Детали                                                                                            | Высшие позиции в чартах | Высшие позиции в чартах | Высшие позиции в чартах | Высшие позиции в чартах | Высшие позиции в чартах | Высшие позиции в чартах | Высшие позиции в чартах | Высшие позиции в чартах | Высшие позиции в чартах |
| Название                                                                       | Детали                                                                                            | CAN                     | AUS                     | IRE                     | BEL                     | SWI                     | UK                      | US                      | US Dance                | US Class                |
| ------------------------------------------------------------------------------ | ------------------------------------------------------------------------------------------------- | ----------------------- | ----------------------- | ----------------------- | ----------------------- | ----------------------- | ----------------------- | ----------------------- | ----------------------- | ----------------------- |
| Deadmau5 Circa 1998–2002 (как Halcyon441)                                      | - Дата выхода: 5 апреля 2006 - Лейбл: Вне лейбла - Формат: цифровое скачивание                    | —                       | —                       | —                       | —                       | —                       | —                       | —                       | —                       | —                       |
| A Little Oblique                                                               | - Дата выхода: 5 апреля 2006 - Лейбл: Вне лейбла - Формат: цифровое скачивание                    | —                       | —                       | —                       | —                       | —                       | —                       | —                       | —                       | —                       |
| Project 56                                                                     | - Дата выхода: 19 февраля 2008 - Лейбл: Вне лейбла - Формат: цифровое скачивание                  | —                       | —                       | —                       | —                       | —                       | —                       | —                       | —                       | —                       |
| It Sounds Like                                                                 | - Дата выхода: 16 марта 2009 - Лейбл: Cinnamon Flava - Формат: цифровое скачивание                | —                       | —                       | —                       | —                       | —                       | —                       | —                       | —                       | —                       |
| For Lack of a Better Album Title                                               | - Дата выхода: 13 декабря 2010 - Лейбл: EMI, Mau5trap - Формат: цифровое скачивание               | —                       | —                       | —                       | —                       | —                       | —                       | —                       | —                       | —                       |
| The Remixes                                                                    | - Дата выхода: 28 октября 2011 - Лейбл: Cubrik - Форматы: CD, цифровое скачивание                 | —                       | —                       | —                       | —                       | —                       | —                       | —                       | —                       | —                       |
| 5 Years of Mau5                                                                | - Дата выхода: 24 ноября 2014 - Лейбл: Mau5trap, Ultra, Virgin - Форматы: CD, цифровое скачивание | 23                      | 77                      | 87                      | 97                      | 95                      | 11                      | 105                     | 2                       | —                       |
| Stuff I Used to Do                                                             | - Дата выхода: 3 марта 2017 - Лейбл: Mau5trap - Форматы: цифровое скачивание                      | —                       | —                       | —                       | —                       | —                       | —                       | —                       | 20                      | —                       |
| Where's the Drop?                                                              | - Дата выхода: 30 марта 2018 - Лейбл: Mau5trap - Форматы: цифровое скачивание, винил              | —                       | —                       | —                       | —                       | —                       | —                       | —                       | —                       | 9                       |
| Here's the Drop!                                                               | - Дата выхода: 4 октября 2019 - Лейбл: Mau5trap - Форматы: цифровое скачивание, винил             | —                       | —                       | —                       | —                       | —                       | —                       | —                       | —                       | —                       |
| «—» обозначает релиз, не попавший в чарт или не выпущенный на этой территории. |                                                                                                   |                         |                         |                         |                         |                         |                         |                         |                         |                         |

### Саундтреки
| Название | Детали                                                                        |
| -------- | ----------------------------------------------------------------------------- |
| Полярный | - Дата выхода: 25 января 2019 - Лейбл: Mau5trap - Формат: цифровое скачивание |

### Видеоальбомы
| Название                     | Детали                                                                                     | Сертификации  |
| ---------------------------- | ------------------------------------------------------------------------------------------ | ------------- |
| Live @ Earl's Court          | - Дата выхода: 2 августа 2011 - Лейбл: Mau5trap, Ultra - Форматы: цифровое скачивание, DVD | - MC: золотой |
| Meowingtons Hax 2k11 Toronto | - Дата выхода: 7 февраля 2012 - Лейбл: Mau5trap, Ultra - Форматы: цифровое скачивание, DVD |               |

## Синглы
| Название                                                                       | Год  | Высшие позиции в чартах | Высшие позиции в чартах | Высшие позиции в чартах | Высшие позиции в чартах | Высшие позиции в чартах | Высшие позиции в чартах | Высшие позиции в чартах | Высшие позиции в чартах | Высшие позиции в чартах | Высшие позиции в чартах | Сертификации                                                                              | Альбом                                    |
| Название                                                                       | Год  | CAN                     | CAN Dig                 | AUS                     | EU                      | NLD                     | UK                      | US                      | US Dance                | US Dig                  | US Heat                 | Сертификации                                                                              | Альбом                                    |
| ------------------------------------------------------------------------------ | ---- | ----------------------- | ----------------------- | ----------------------- | ----------------------- | ----------------------- | ----------------------- | ----------------------- | ----------------------- | ----------------------- | ----------------------- | ----------------------------------------------------------------------------------------- | ----------------------------------------- |
| «Faxing Berlin»                                                                | 2006 | —                       | —                       | —                       | —                       | —                       | —                       | —                       | 6                       | —                       | —                       |                                                                                           | Random Album Title                        |
| «Not Exactly»                                                                  | 2007 | —                       | —                       | —                       | —                       | —                       | —                       | —                       | —                       | 46                      | —                       |                                                                                           | Random Album Title                        |
| «Arguru»                                                                       | 2007 | —                       | —                       | —                       | —                       | —                       | —                       | —                       | —                       | —                       | —                       |                                                                                           | Random Album Title                        |
| «I Thought Inside Out» (при участии Криса Лейка)                               | 2007 | —                       | —                       | —                       | —                       | —                       | —                       | —                       | —                       | —                       | —                       |                                                                                           | Неальбомные синглы                        |
| «The Reward Is Cheese»                                                         | 2007 | —                       | 42                      | —                       | —                       | —                       | —                       | —                       | —                       | —                       | —                       |                                                                                           | Неальбомные синглы                        |
| «Alone with You»                                                               | 2008 | —                       | —                       | —                       | —                       | —                       | —                       | —                       | —                       | —                       | —                       |                                                                                           | Random Album Title                        |
| «Fifths»                                                                       | 2008 | —                       | —                       | —                       | —                       | —                       | —                       | —                       | —                       | —                       | —                       |                                                                                           | Неальбомный сингл                         |
| «Move for Me» (при участии Kaskade)                                            | 2008 | 66                      | —                       | —                       | —                       | —                       | —                       | —                       | 1                       | —                       | —                       | - MC: золотой                                                                             | Strobelite Seduction                      |
| «Hi Friend!» (при участии MC Flipside)                                         | 2008 | —                       | —                       | —                       | —                       | —                       | —                       | —                       | —                       | —                       | —                       |                                                                                           | For Lack of a Better Name                 |
| «Bye Friend»                                                                   | 2008 | —                       | —                       | —                       | —                       | —                       | —                       | —                       | —                       | —                       | —                       |                                                                                           | Неальбомные синглы                        |
| «Clockwork»                                                                    | 2008 | —                       | —                       | —                       | —                       | —                       | —                       | —                       | —                       | —                       | —                       |                                                                                           | Неальбомные синглы                        |
| «I Remember» (при участии Kaskade)                                             | 2008 | —                       | —                       | —                       | 46                      | 23                      | 14                      | —                       | 1                       | 29                      | —                       | - MC: золотой - BPI: платиновый                                                           | Random Album Title и Strobelite Seduction |
| «Ghosts 'n' Stuff» (инструментал или при участии Роба Свайра)                  | 2008 | 53                      | 56                      | —                       | 41                      | —                       | 12                      | —                       | 1                       | 6                       | 24                      | - MC: 3 × платиновый - BPI: золотой - RIAA: золотой - RIAA: 2 × платиновый (инструментал) | For Lack of a Better Name                 |
| «Slip»                                                                         | 2008 | —                       | —                       | —                       | —                       | —                       | —                       | —                       | —                       | —                       | —                       |                                                                                           | Random Album Title                        |
| «Brazil (2nd Edit)»                                                            | 2009 | —                       | —                       | —                       | —                       | 73                      | —                       | —                       | —                       | —                       | —                       |                                                                                           | Random Album Title                        |
| «Word Problems»                                                                | 2009 | —                       | —                       | —                       | —                       | —                       | —                       | —                       | —                       | —                       | —                       |                                                                                           | For Lack of a Better Name                 |
| «Bot»                                                                          | 2009 | —                       | —                       | —                       | —                       | —                       | —                       | —                       | —                       | —                       | —                       |                                                                                           | For Lack of a Better Name                 |
| «Lack of a Better Name»                                                        | 2009 | —                       | —                       | —                       | —                       | —                       | —                       | —                       | —                       | —                       | —                       |                                                                                           | For Lack of a Better Name                 |
| «Strobe»                                                                       | 2010 | —                       | —                       | —                       | —                       | —                       | 122                     | —                       | —                       | 29                      | —                       |                                                                                           | For Lack of a Better Name                 |
| «I Said» (при участии Криса Лейка)                                             | 2010 | —                       | —                       | —                       | —                       | —                       | —                       | —                       | —                       | —                       | —                       |                                                                                           | Non-album single                          |
| «Some Chords»                                                                  | 2010 | —                       | —                       | —                       | —                       | —                       | 120                     | —                       | 50                      | 13                      | —                       |                                                                                           | 4×4=12                                    |
| «Animal Rights» (при участии Wolfgang Gartner)                                 | 2010 | 72                      | —                       | —                       | —                       | —                       | 70                      | —                       | —                       | 34                      | —                       |                                                                                           | 4×4=12                                    |
| «Sofi Needs a Ladder» (при участии SOFI)                                       | 2010 | 73                      | 49                      | —                       | —                       | —                       | 68                      | —                       | 12                      | 14                      | —                       | - MC: платиновый                                                                          | 4×4=12                                    |
| «Right This Second»                                                            | 2010 | 79                      | 43                      | —                       | —                       | —                       | 100                     | —                       | —                       | 9                       | —                       |                                                                                           | 4×4=12                                    |
| «Bad Selection»                                                                | 2010 | —                       | —                       | —                       | —                       | —                       | 137                     | —                       | —                       | 16                      | —                       |                                                                                           | 4×4=12                                    |
| «HR 8938 Cephei»                                                               | 2011 | —                       | —                       | —                       | —                       | —                       | —                       | —                       | —                       | —                       | —                       |                                                                                           | Неальбомный сингл                         |
| «Raise Your Weapon» (при участии Греты Свабо Бех)                              | 2011 | 93                      | —                       | —                       | —                       | —                       | 117                     | 100                     | —                       | 15                      | 11                      | - MC: платиновый                                                                          | 4×4=12                                    |
| «Where My Keys»                                                                | 2011 | —                       | —                       | —                       | —                       | —                       | —                       | —                       | —                       | —                       | —                       |                                                                                           | Meowingtons Hax Tour Trax                 |
| «Aural Psynapse»                                                               | 2011 | 38                      | 16                      | —                       | —                       | —                       | 150                     | ―                       | —                       | 7                       | 16                      | - MC: золотой                                                                             | 5 Years of Mau5                           |
| «Maths»                                                                        | 2012 | —                       | —                       | —                       | —                       | —                       | 197                     | —                       | —                       | 20                      | —                       |                                                                                           | Album Title Goes Here                     |
| «The Veldt» (при участии Криса Джеймса)                                        | 2012 | 24                      | 14                      | —                       | 124                     | 63                      | 68                      | —                       | 5                       | 11                      | —                       | - MC: платиновый                                                                          | Album Title Goes Here                     |
| «Professional Griefers» (при участии Джерарда Уэя)                             | 2012 | 66                      | 51                      | —                       | —                       | —                       | 81                      | —                       | 30                      | 13                      | —                       |                                                                                           | Album Title Goes Here                     |
| «Channel 42» (при участии Wolfgang Gartner)                                    | 2013 | —                       | —                       | —                       | —                       | —                       | —                       | —                       | 37                      | 12                      | —                       |                                                                                           | Album Title Goes Here                     |
| «Telemiscommunications» (при участии Imogen Heap)                              | 2013 | —                       | —                       | —                       | —                       | —                       | —                       | —                       | —                       | —                       | —                       |                                                                                           | Album Title Goes Here и Sparks            |
| «Suckfest9001»                                                                 | 2013 | —                       | —                       | —                       | —                       | —                       | —                       | —                       | 47                      | —                       | —                       |                                                                                           | We Are Friends, Vol. 2                    |
| «Avaritia»                                                                     | 2014 | 92                      | 53                      | —                       | —                       | —                       | 121                     | —                       | 22                      | 11                      | —                       |                                                                                           | While(1<2)                                |
| «Seeya» (при участии Colleen D'Agostino)                                       | 2014 | 20                      | 22                      | 85                      | —                       | —                       | —                       | —                       | 25                      | 13                      | —                       | - MC: платиновый                                                                          | While(1<2)                                |
| «Infra Turbo Pigcart Racer»                                                    | 2014 | —                       | 60                      | —                       | —                       | —                       | —                       | —                       | 20                      | 10                      | —                       |                                                                                           | While(1<2)                                |
| «Phantoms Can't Hang»                                                          | 2014 | 78                      | 39                      | 97                      | —                       | —                       | —                       | —                       | 16                      | 7                       | —                       |                                                                                           | While(1<2)                                |
| «Snowcone»                                                                     | 2016 | —                       | —                       | —                       | —                       | —                       | —                       | —                       | —                       | 40                      | —                       |                                                                                           | W:/2016Album/                             |
| «Beneath with Me» (при участии Kaskade и Skylar Grey)                          | 2016 | —                       | —                       | —                       | —                       | —                       | —                       | —                       | —                       | —                       | —                       |                                                                                           | Неальбомный сингл                         |
| «Saved»                                                                        | 2016 | —                       | —                       | —                       | —                       | —                       | —                       | —                       | —                       | —                       | —                       |                                                                                           | We Are Friends, Vol. 5                    |
| «Let Go» (при участии Grabbitz)                                                | 2016 | —                       | —                       | —                       | —                       | —                       | —                       | —                       | 11                      | —                       | —                       |                                                                                           | W:/2016Album/                             |
| «Legendary» (при участии Shotty Horroh)                                        | 2017 | —                       | —                       | —                       | —                       | —                       | —                       | —                       | —                       | —                       | —                       |                                                                                           | Неальбомный сингл                         |
| «Drama Free» (при участии Лайтс)                                               | 2018 | —                       | —                       | —                       | —                       | —                       | —                       | —                       | 46                      | —                       | —                       |                                                                                           | Mau5ville: Level 2                        |
| «Midas Heel»                                                                   | 2019 | —                       | —                       | —                       | —                       | —                       | —                       | —                       | —                       | —                       | —                       |                                                                                           | Polar (Music from the Netflix Film)       |
| «Satrn»                                                                        | 2019 | —                       | —                       | —                       | —                       | —                       | —                       | —                       | 40                      | 9                       | —                       |                                                                                           | Неальбомные синглы                        |
| «Coasted»                                                                      | 2019 | —                       | —                       | —                       | —                       | —                       | —                       | —                       | —                       | 13                      | —                       |                                                                                           | Неальбомные синглы                        |
| «Fall»                                                                         | 2019 | —                       | —                       | —                       | —                       | —                       | —                       | —                       | 37                      | 8                       | —                       |                                                                                           | Неальбомные синглы                        |
| «Pomegranate» (при участии The Neptunes)                                       | 2020 | —                       | —                       | —                       | —                       | —                       | —                       | —                       | 15                      | 10                      | —                       |                                                                                           | Неальбомные синглы                        |
| «Bridged by a Lightwave» (при участии Kiesza)                                  | 2020 | —                       | —                       | —                       | —                       | —                       | —                       | —                       | 20                      | 11                      | —                       |                                                                                           | Неальбомные синглы                        |
| «Channel 43» (при участии Wolfgang Gartner)                                    | 2021 | —                       | —                       | —                       | —                       | —                       | —                       | —                       | 20                      | 11                      | —                       |                                                                                           | Неальбомные синглы                        |
| «Nextra»                                                                       | 2021 | —                       | —                       | —                       | —                       | —                       | —                       | —                       | 45                      | —                       | —                       |                                                                                           | Неальбомные синглы                        |
| «Hypnocurrency» (with Rezz)                                                    | 2021 | —                       | —                       | —                       | —                       | —                       | —                       | —                       | 14                      | 10                      | —                       |                                                                                           | Неальбомные синглы                        |
| «When the Summer Dies» (при участии Лайтс)                                     | 2021 | —                       | —                       | —                       | —                       | —                       | —                       | —                       | 24                      | 23                      | —                       |                                                                                           | Неальбомные синглы                        |
| «Hyperlandia» (при участии Foster the People)                                  | 2021 | —                       | —                       | —                       | —                       | —                       | —                       | —                       | 24                      | —                       | —                       |                                                                                           | Неальбомные синглы                        |
| «Escape» (при участии Kaskade и Hayla в составе Kx5)                           | 2022 | 52                      | —                       | —                       | —                       | —                       | —                       | —                       | 11                      | 4                       | —                       |                                                                                           | Kx5                                       |
| «XYZ»                                                                          | 2022 | —                       | —                       | —                       | —                       | —                       | —                       | —                       | 44                      | —                       | —                       |                                                                                           | Неальбомный сингл                         |
| «Take Me High» (при участии Kaskade в составе Kx5)                             | 2022 | —                       | —                       | —                       | —                       | —                       | —                       | —                       | 38                      | —                       | —                       |                                                                                           | Kx5                                       |
| «Alive» (при участии Kaskade и The Moth & The Flame в составе Kx5)             | 2022 | —                       | —                       | —                       | —                       | —                       | —                       | —                       | —                       | —                       | —                       |                                                                                           | Kx5                                       |
| «Avalanche» (при участии Kaskade и James French в составе Kx5)                 | 2022 | —                       | —                       | —                       | —                       | —                       | —                       | —                       | —                       | —                       | —                       |                                                                                           | Kx5                                       |
| «Quezacotl»                                                                    | 2024 | —                       | —                       | —                       | —                       | —                       | —                       | —                       | 50                      | —                       | —                       |                                                                                           | Some EP                                   |
| «Jupiter»                                                                      | 2025 | —                       | —                       | —                       | —                       | —                       | —                       | —                       | —                       | —                       | —                       |                                                                                           | Неальбомный сингл                         |
| «—» обозначает релиз, не попавший в чарт или не выпущенный на этой территории. |      |                         |                         |                         |                         |                         |                         |                         |                         |                         |                         |                                                                                           |                                           |